# Piper insignilimbum
Piper insignilimbum är en pepparväxtart som beskrevs av C. Dc.. Piper insignilimbum ingår i släktet Piper och familjen pepparväxter. Inga underarter finns listade i Catalogue of Life.